# 川西蟹甲草
川西蟹甲草（学名：Parasenecio souliei）是菊科蟹甲草属的植物，是中国的特有植物。分布在中国大陆的四川等地，生长于海拔3,100米至3,700米的地区，常生长在阴湿山坡林下及灌丛草地，目前尚未由人工引种栽培。

## 异名
- Senecio souliei Franch.